# Berend Roosen (Offizier)
Berend Roosen (* 17. Februar 1873 in Hamburg; † 9. Mai 1945 in Damerow) war ein deutscher Offizier und 1933/35 Polizeipräsident von Halle (Saale).

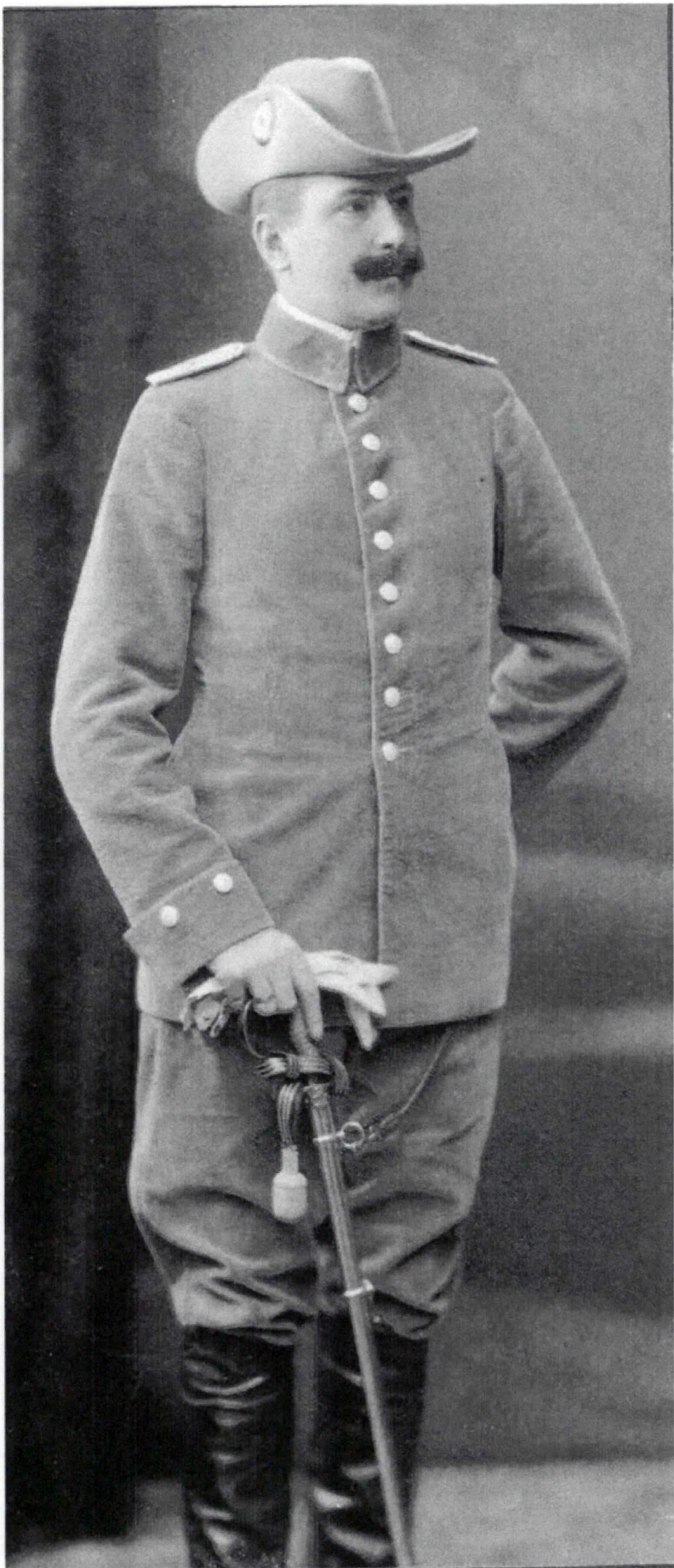
Berend VIII Roosen 1906

## Leben

### Militärkarriere
Nach dem Besuch der Kadettenanstalten in Bensberg und Lichterfelde wurde er 1891 als Fähnrich dem Infanterie-Regiment Nr. 145 der Preußischen Armee in Metz überweisen. Zur weiteren Ausbildung absolvierte Roosen als Oberleutnant 1902/05 die Kriegsakademie. Im Anschluss daran ließ er sich zur Schutztruppe für Deutsch-Südwestafrika versetzen.
Nach seiner Rückkehr nach Deutschland wurde Roosen unter Beförderung zum Hauptmann als Kompaniechef in seinem Stammregiment wieder angestellt. In gleicher Funktion folgte zwei Jahre später seine Versetzung in das Garde-Grenadier-Regiment Nr. 5 nach Spandau.
Den Ersten Weltkrieg machte er zunächst als Major und Bataillonskommandeur im Garde-Grenadier-Regiment Nr. 5 mit. Am 25. April 1917 wurde er zum Kommandeur des Reserve-Infanterie-Regiments Nr. 93 ernannt und nahm an den Schlachten bei Arras sowie Cambrai teil. Für sein Verhalten während der Frühjahrsoffensive 1918 wurde ihm am 9. April 1918 der Orden Pour le Mérite verliehen. Die Verleihung wurde mit den Worten eingereicht: .... wegen hervorragender Tapferkeit und vorbildlichen persönlichen Verhaltens, insbesondere bei der Erstürmung der Höhe 84 südöstlich Mericourt durch Reserve-Infanterie – Regiment 93 am 28. März 1918. Diese Verleihung erfolgte damit für die Operation Michael. Sein Regiment kämpfte sehr erfolgreich in der Durchbruchsschlacht zwischen Gouzeaucourt und Vermand vom 21. und 22. März 1918. Die Erstürmung der Höhe 84 ist mit dem 28. März 1918 im Rahmen der „Operation Michael“ zeitlich und örtlich der Schlacht bei Arras zuzuordnen.

### Nachkriegszeit
Nach dem Kriege wurde Berend zunächst in die Reichswehr übernommen und als Stabsoffizier bei Reichswehr-Infanterie-Regiment 30 verwendet. In dieser Stellung erhielt er Ende Dezember 1919 den Charakter als Oberstleutnant. Zum 1. Oktober 1920 schied er im Zuge der Verringerung der Streitkräfte wieder aus und wurde Oberkreisrat beim Oberpräsidenten der Provinz Brandenburg. Am 1. April 1921 wurde er dann als Oberstwachtmeister bei der Polizei in Erfurt angestellt. Ab November 1923 war er Kommandeur der Schutzpolizei in Königsberg, bis Roosen Anfang April 1928 durch den sozialdemokratischen Innenminister Grzeszinsky 1929 seines Amtes enthoben und daraufhin verabschiedet wurde.
Nach der Machtergreifung der Nationalsozialisten wurde Roosen am 17. Februar 1933 zum Polizeipräsidenten von Halle (Saale) ernannt. Zum 31. Oktober 1935 schied er von diesem Posten.
Als im Mai 1945 die Russen in Deutschland einmarschierten, flüchtete Berend mit seiner schwerkranken Frau von Eberswalde nach Mecklenburg zu Bekannten auf Damerau. Er wurde dort von den Russen erschossen, die ihn für den Besitzer hielten. Seine Frau kehrte nach Eberswalde zurück, wo ihr Haus enteignet wurde, weil Roosen Polizeipräsident zur Hitlerzeit gewesen war. Sie wurde von einem befreundeten Förster aufgenommen und starb am 8. Juni 1949 in Berlin/Nicolassee.

### Familie
1900 verheiratete Roosen sich mit Esther von Pawlowski (1879–1949). Sie war die Tochter seines damaligen Regimentskommandeurs und späteren Generalleutnants Max von Pawlowski und dessen Ehefrau, einer geborenen Lickfett. Kinder sind aus Berends Ehe nicht hervorgegangen.